# Donald G. Jackson
Pour les articles homonymes, voir Donald Jackson et Jackson.
Donald G. Jackson est un producteur, réalisateur, scénariste, directeur de la photographie, acteur et monteur américain né le 24 avril 1943 à Tremont, Mississippi (États-Unis), mort le 20 octobre 2003 à Los Angeles (Californie).

## Filmographie

### Comme producteur
- 1977 : The Demon Lover
- 1985 : I Like to Hurt People
- 1986 : Roller Blade
- 1987 : Hell Comes to Frogtown
- 1989 : Roller Blade Warriors: Taken by Force
- 1991 : The Roller Blade Seven
- 1992 : Legend of the Roller Blade Seven
- 1993 : Return of the Roller Blade Seven
- 1994 : Twisted Fate
- 1994 : The Devil's Pet
- 1995 : Raw Energy
- 1995 : Little Lost Sea Serpent (vidéo)
- 1995 : Big Sister 2000
- 1995 : Baby Ghost
- 1996 : Toad Warrior
- 1996 : Shotgun Boulevard
- 1996 : Rollergator
- 1997 : Hollywood Cops
- 1997 : Guns of El Chupacabra
- 1998 : Lingerie Kickboxer
- 1998 : Armageddon Boulevard
- 1999 : Vampire Child
- 1999 : Ride with the Devil
- 1999 : Blade Sisters
- 1999 : Ghost Taxi
- 2002 : Max Hell Comes to Frogtown (vidéo)
- 2003 : Rock n' Roll Cops 2: The Adventure Begins (vidéo)
- 2004 : Vampire Blvd.
- 2004 : Legend of the Dead Boyz (vidéo)
- 2004 : Super Hero Central (vidéo)
- 2005 : Interview (vidéo)

### Comme réalisateur
- 1977 : The Demon Lover
- 1985 : I Like to Hurt People
- 1986 : Roller Blade
- 1987 : Hell Comes to Frogtown
- 1989 : Roller Blade Warriors: Taken by Force
- 1991 : The Roller Blade Seven
- 1992 : Legend of the Roller Blade Seven
- 1993 : Return of the Roller Blade Seven
- 1993 : It's Showtime
- 1993 : Frogtown II
- 1993 : Carjack
- 1994 : Twisted Fate
- 1994 : The Devil's Pet
- 1995 : Raw Energy
- 1995 : Little Lost Sea Serpent (vidéo)
- 1995 : Big Sister 2000
- 1995 : Baby Ghost
- 1996 : Toad Warrior
- 1996 : Shotgun Boulevard
- 1996 : Rollergator
- 1997 : Guns of El Chupacabra
- 1998 : Lingerie Kickboxer
- 1998 : Armageddon Boulevard
- 1999 : Ride with the Devil
- 1999 : Blade Sisters
- 1999 : Ghost Taxi
- 2002 : Max Hell Comes to Frogtown (vidéo)
- 2004 : Legend of the Dead Boyz (vidéo)

### Comme scénariste
- 1977 : The Demon Lover
- 1986 : Roller Blade
- 1991 : The Roller Blade Seven
- 1992 : Legend of the Roller Blade Seven
- 1993 : Return of the Roller Blade Seven
- 1993 : Frogtown II
- 1993 : Carjack
- 1994 : Twisted Fate
- 1994 : The Devil's Pet
- 1995 : Raw Energy
- 1995 : Big Sister 2000
- 1996 : Toad Warrior
- 1996 : Shotgun Boulevard
- 1997 : Hollywood Cops
- 1997 : Guns of El Chupacabra
- 1998 : Lingerie Kickboxer
- 1998 : Armageddon Boulevard
- 1999 : Vampire Child
- 1999 : Ride with the Devil
- 1999 : Blade Sisters
- 1999 : Ghost Taxi
- 2002 : Max Hell Comes to Frogtown (vidéo)
- 2003 : Rock n' Roll Cops 2: The Adventure Begins (vidéo)
- 2004 : Legend of the Dead Boyz (vidéo)

### Comme directeur de la photographie
- 1986 : Roller Blade
- 1987 : Hell Comes to Frogtown
- 1991 : The Roller Blade Seven
- 1992 : Legend of the Roller Blade Seven
- 1993 : Return of the Roller Blade Seven
- 1993 : Kill or Be Killed
- 1993 : Frogtown II
- 1994 : The Devil's Pet
- 1995 : Raw Energy
- 1995 : Big Sister 2000
- 1996 : Toad Warrior
- 1996 : Rollergator
- 1997 : Hollywood Cops
- 1997 : Guns of El Chupacabra
- 1998 : Lingerie Kickboxer
- 1999 : Ride with the Devil
- 1999 : Blade Sisters
- 1999 : Ghost Taxi
- 2003 : Rock n' Roll Cops 2: The Adventure Begins (vidéo)
- 2004 : Vampire Blvd.

### Comme acteur
- 1991 : The Roller Blade Seven : Reverend Donaldo
- 1992 : Legend of the Roller Blade Seven : Father Donaldo
- 1993 : Return of the Roller Blade Seven : Father Donaldo
- 1997 : Hollywood Cops : The Commander
- 1998 : Armageddon Boulevard : Gas Station Attendant
- 2003 : Rock n' Roll Cops 2: The Adventure Begins (vidéo) : The Commander
- 2004 : Super Hero Central (vidéo) : Donaldo X

### Comme monteur
- 1977 : The Demon Lover